# Конфедеративная Ирландия
Конфедерация Ирландия (ирл. Cónaidhm Chaitliceach na hÉireann) — период ирландского самоуправления между Ирландским восстанием 1641 года и завоеванием Ирландии Кромвелем в 1649 году. На протяжении этого периода две трети Ирландии находилось под правлением Ирландской католической конфедерации, также известной как «Конфедерация Килкенни» (по названию её главного города — Килкенни). На остальной территории существовали анклавы под властью протестантов (Ольстер, Манстер, Ленстер), захваченные лояльными роялистскими войсками во время Войны трёх королевств. Конфедератам не удалось противостоять наступлению английской армии во время конфликта 1642—1649 годов (известного как Одиннадцатилетняя война), поэтому в 1648 году они присоединились к роялистам против марионеточного парламента.